# Matthew Seligmann
Matthew S. Seligmann (* 31. Dezember 1967) ist ein britischer Marinehistoriker.

## Leben
Seligmann studierte an der University of Edinburgh (M.A.) und der University of Sussex (D.Phil. in History bei John C. G. Röhl) sowie 1988/89 an der University of Pennsylvania in Philadelphia. Von 2007 bis 2012 war er Reader in History an der University of Northampton. Seit 2012 ist er an der Brunel University tätig. Sein Schwerpunkt sind die Deutsch-britischen Beziehungen vor dem Ersten Weltkrieg.
Er ist u. a. Mitglied der Navy Records Society und Externer Gutachter an der London School of Economics. Er veröffentlichte u. a. in Journal of Strategic Studies, War in History, International History Review, The English Historical Review und European Review of History.

## Auszeichnungen
- Julian Corbett Prize For Naval History
- Fellow, Royal Historical Society

## Schriften (Auswahl)
- Rivalry in Southern Africa, 1893–99. The transformation of German colonial policy. Macmillan Press, London 1998, ISBN 0-333-69572-0.
- Germany from Reich to Republic, 1871–1918. Politics, hierarchy and elites (= European history in perspective). Macmillan Press, London 2000, ISBN 0-333-72685-5.
- mit Matthew Hughes: Does peace lead to war? Peace settlements and conflict in the modern age. Sutton, Stroud 2002, ISBN 3-506-77160-4.
- mit John Davison, John McDonald: In the shadow of the swastika. Life in Germany under the Nazis 1933–1945. Spellmount, Staplehurst 2003, ISBN 1-86227-204-2.
- (Hrsg.): Naval intelligence from Germany. The reports of the British naval attachés in Berlin, 1906–1914 (= Publications of the Navy Records Society. Bd. 152). Ashgate, Burlington, ISBN 978-0-7546-6157-3.
- The Royal Navy and the German threat, 1901–1914. Admiralty plans to protect British trade in a war against Germany. Oxford University Press, Oxford 2012, ISBN 978-0-19-957403-2.
- mit Frank Nägler, Michael Epkenhans: The Naval Route to the Abyss. The Anglo-German Naval Race 1895–1914 (= Navy Records Society Publications. Bd. 161). Ashgate, Farnham 2015, ISBN 978-1-4724-4093-8.